# Czesław Rydzewski
Paweł Czesław Rydzewski (ur. 25 stycznia 1893 w Rajgrodzie, zm. 22 sierpnia 1951) – polski duchowny rzymskokatolicki, biskup pomocniczy łomżyński w latach 1947–1951.

## Życiorys
Urodził się w Rajgrodzie. Święcenia kapłańskie przyjął 10 czerwca 1917. Kontynuował studia na Uniwersytecie Warszawskim i Papieskim Uniwersytecie Gregoriańskim w Rzymie.
Pracował jako wykładowca w seminariach duchownych w Sejnach i Łomży, był notariuszem kurii diecezjalnej łomżyńskiej. 6 grudnia 1946 został mianowany biskupem pomocniczym diecezji łomżyńskim ze stolicą tytularną Chusira. Święcenia biskupie otrzymał 13 kwietnia 1947. Pełnił funkcje: wikariusza generalnego, wikariusza kapitulnego (w latach 1948–1949) oraz kanonika kapituły katedralnej.
Został pochowany na cmentarzu Katedralnym w Łomży.